# Siberia

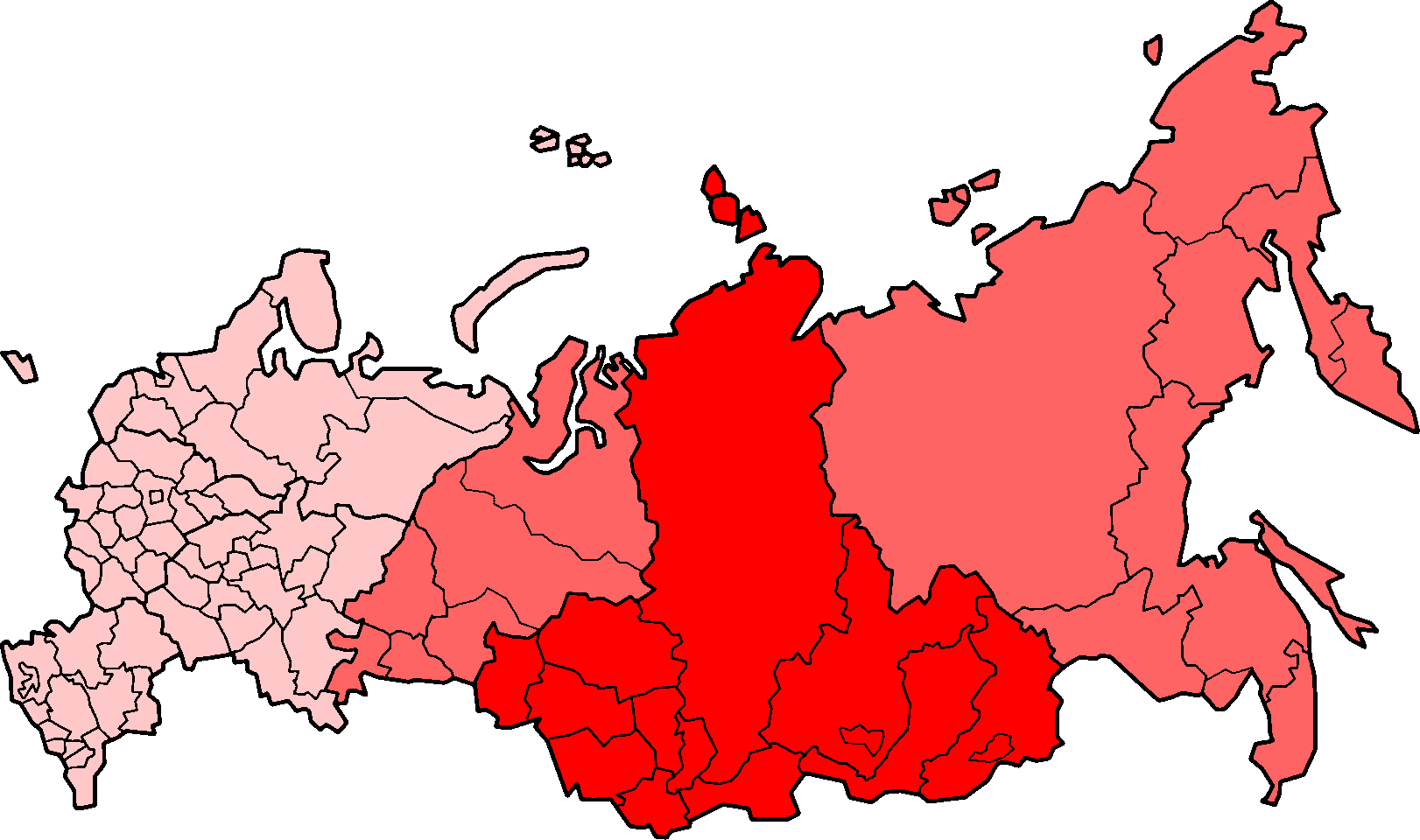
Siberia (ca regiune istorică în roșu deschis și închis) și Subiectele federale ale Rusiei (doar roșu închis)

Siberia (rusă: Сиби́рь, Sibir, probabil din limba mongolă, „ținutul liniștit”, sau din limba tătară — seberü „a broda”) este o zonă vastă a Rusiei și a nordului Kazahstanului, fiind compusă din toată Asia de Nord. Se întinde, pe direcția est-vest, de la Munții Ural la Oceanul Pacific și pe direcția nord-sud, de la Oceanul Arctic până la dealurile Kazahstanului de nord și la granițele Mongoliei și ale Chinei. Toată Siberia, cu excepția zonei de sud-vest, se află în Rusia și formează circa 75% din teritoriul național al acestei țări.

## Subdiviziuni administrative
Geografic, Siberia cuprinde subiectele federale ale Districtului Federal Ural, Districtului Federal Siberian și Republica Sakha (Yakutia), care este o parte a Districtului Federal Orientul Îndepărtat. Din punct de vedere istoric, întregul Orient Îndepărtat al Rusiei este considerat o parte a Siberiei.
- Republica Buriatia, capitala — Ulan-Ude
- Regiunea Cita, centrul administrativ — Cita
- Regiunea Irkutsk, centrul administrativ — Irkutsk
- Republica Hakasia, capitala — Abakan
- Regiunea Kemerovo, centrul administrativ — Kemerovo
- Districtul Autonom Koriakia
- Ținutul Krasnoiarsk, centrul administrativ — Krasnoyarsk
- Regiunea Novosibirsk, centrul administrativ — Novosibirsk
- Regiunea Omsk, centrul administrativ — Omsk
- Republica Saha (Yakutia), capitala — Yakutsk
- Regiunea Tomsk, centrul administrativ — Tomsk
- Republica Tuva, capitala — Kyzyl

Orașele mari ale Siberiei sunt:
- Irkutsk
- Krasnoiarsk
- Novosibirsk
- Omsk
- Tomsk

## Istorie
Articol principal: Istoria Siberiei
Siberia, tărâmul înghețat al Rusiei, o suprafață întinsă de 13,1 milioane de km2 de la estul Munților Ural până la Pacific și bazinele arctice, și din sudul Oceanului Arctic până la înălțimile Kazahstanului și granițele cu Mongolia și China. Siberia reprezintă 77% din suprafața Federației Ruse și găzduiește 40 de milioane de locuitori (27% din populația totală a Rusiei), având 3 locuitori pe kilometru pătrat, adică populația cea mai răsfirată de pe planetă, datorită condițiilor climatice. Cel mai înalt punct al Siberiei îl reprezintă vârful muntelui vulcanic Klyuchevskaya Sopka (4649 m). Pășind pe teritoriul Siberiei, vei da peste lanțuri de văi și munți (Altai), păduri întinse de taiga și vegetație de tundră, lacuri (Baikal), râuri întinse precum Vasyugan. Chiar dacă vremea este ostilă, Siberia este totuși una dintre cele mai bogate regiuni de pe planetă în resurse (petrol, gaze naturale, terenuri agricole, aur, diamante, argint, cupru, zinc, nichel, cobalt), vegetație bogată în păduri de pini și o faună alcătuită din cerbi, elani, leoparzi, urși și tigri siberieni. Însă istoria Siberiei este și mai bogată decât credem, chiar dacă nu prea este mediatizată.

### Siberia preistorică (45.000 î.Hr. - 300 î.Hr.): triburi, civilizații și culturi antice
Preistoria Siberiei este marcată de o varietate de descoperiri arheologice ce indică existența unor vechi civilizații și culturi. Conform cercetărilor privind genealogia genetică, primii oameni au locuit în Siberia în anul 45 000 î.H., oameni ce aveau să populeze America de Nord dinspre vest (la vremea respectivă - era glaciară, Rusia și America de Nord erau legate prin ghețari). În Eneolitic, Siberia vestică a fost populată de Nomazi și populații pastorale, în vreme ce pădurile de taiga și de tundră din Siberia estică au fost populate de vânători-culegători până în Evul Mediu. 
Primii locuitori cunoscuți ai Siberiei Centrale erau yenisienii, ce vorbeau o limbă diferită de populațiile uralice și turcice târzii. Ketzii erau considerați ultimii locuitori rămași ai migrației timpurii.
Pe plajele lacurilor siberiene s-au înregistrat urme de activitate umană din perioada Neoliticului (tumuli, cuptoare și alte artefacte).
După yenisieni au urmat uralicii samoyedesii, care au venit dinspre nordul regiunii Ural. Urme ale populației Selkup s-au găsit în regiunea Sayan, cărora li s-au atribuit artefactele găsite ce au fost datate din epoca bronzului. Deși fierul le era necunoscut, erau buni meșteșugari în prelucrarea bronzului, argintului și aurului, cu care fabricau diverse ornamente și obiecte de artă.
În anii 2300-1000 î.H., se remarcă cultura Andronovo din sud-vestul Siberiei, influențată de cultura indo-iraniană, a cărei indivizi creșteau cai, vaci și capre, domesticeau cămile și locuiau în așezări din lemn de cedru și pin.
Între secolele VII-III î.Hr., sciții indo-iranieni au prosperat în regiunea Altai, punând bazele culturii Pazyryk, influențând toate imperiile stepice târzii.
În primul mileniu dinaintea erei noastre, bunuri de lux precum mătasea erau transportate în Siberia pe celebrul “drum al mătăsii”.
Au fost găsite fragmente ceramice, decorații, obiecte de artă, așezări complexe, unelte și arme aparținând culturilor Karakol și Okunev, dar și obiecte funerare precum măștile mortuare și necropole ce aparțineau culturii Afanasievo sau Karasuk. Societățile lor erau inspirate după cele ale sciților, elitele de războinici fiind la conducere.
Stabilirea imperiului Xiongnu în secolul al III-lea î.H. a declanșat valul de migrații. Populații întregi s-au mutat pe Platoul Central Siberian. Populații turcice precum Yenisei Kirghiz erau prezente în regiunea Sayan. Triburi turcice precum khakasii și uyghurii au emigrat din locurile lor către nord-vest, subjugând populațiile ugrice. Noii invadatori știau să prelucreze fierul, de acum înainte folosind bronzul doar pentru scop decorativ. Societatea pastoral-sedentară a epocii bronzului a fost înlocuită de călăreții nomazi ce au continuat să populeze regiunea până în epoca modernă. Mobilitatea a declanșat o nouă cultură, dinamică și puternică, neafectând însă culturile sedentare învecinate.
În vreme ce China era amenințată de Xiongnu, Persia de masageți și sakai, și Imperiul Roman se confrunta cu hunii, populațiile Siberiei traversaseră o perioadă tăcută. Așezări care să dateze din primul mileniu al erei noastre nu au mai fost descoperite, iar membrii noii elite erau înmormântați în tumuli de tip kurgan.

### Siberia medievală (1206 - 1585): de la invadatorii mongoli la cazacii aventurieri
Siberia avea să fie devastată de noi invadatori. Călăreții mongoli, iuți la alergat și la mânie, și dibaci în lupte, conduși de liderul lor, Ginghis Han, au cucerit și subjugat triburile turcice și mongole din Mongolia și din sudul Siberiei. Mongolii au purtat relații cu populația locală din pădurile siberiene pe care i-au numit “oin irged”(oamenii păduriilor), cunoscuți ca Barga și Uriankhai. Multe triburi din jurul Lacului Baikal erau vorbitori de mongolă, însă spre vest erau și vorbitori de turcă, samoyedică sau yeniseiană.
În 1207, fiul său mai mare, Jochi, a subjugat populațiile pădurilor: uriankhaii, oiratii, barga, khakaii, buryatii, tuyanii, khori-tumezii, kyrgyzii, și i-a organizat pe siberieni în trei tumene. Ginghis Han i-a unit pe telengiți și toloși de pe valea râului Irtysh, cu un vechi companion - qorchii. În timp ce barga, tumezii, buriații, khorii, keshmiții și bashkirii erau organizați separat după ordinul miilor, telengiții, toloșii, oirații și yenisei-kirghizii erau organizați în tumeni.
Ginghis Han a stabilit o colonie chineză de meșteșugari și fermieri pe Kem-kemchick după prima fază de cucerire mongolă a Chinei condusă de dinastia Jin. Marii Hani le-au dat, în schimbul tributului, următoarele: șoimi, blănuri, femei și cai.
Siberia vestică era controlată de Hoarda de Aur, iar descendenții lui Orda Han, cel mai vârstnic fiu al lui Jochi, a condus zona direct. Mlaștinile din vestul Siberiei erau dominate de stațiile Yam de transport cu sănii trase de câini pentru a facilita colectarea tributului.
În 1270, Kublai Han a trimis un demnitar chinez împreună cu câțiva coloniști pentru a servi judecata în regiunile Kyrgyz și Tuvan. Nepotul lui Ogedei, Kaidu, a ocupat porțiuni din Siberia Centrala după 1275. Armata dinastiei Yuan, la comanda generalului Tutugh, a reocupat pământurile regiunii Kyrgyz din 1293. De atunci, dinastia Yuan controla Siberia Centrală și Estică. Zona Yenisei avea o comunitate de țesători chinezi, iar Samarkandul și Mongolia beneficiau de meșteșugari chinezi trimiși de Changchun.
Din secolul al XI-lea, Republica Novgorodului, un puternic stat medieval care se întindea din Marea Baltică până în Munții Urali, a încercat să penetreze Siberia. În secolul al XIV-lea, novgorodienii au explorat Marea Kara și râul vest-siberian Obi în 1364. După căderea Republicii Novgorod, comunicațiile dintre Rusia Nordică și Siberia au căzut sub controlul Marelui Ducat al Moscovei. Pe 9 mai 1483, trupele Moscovei, ale prinților Feodor Krbski-Cherny și Ivan Saltyk-Travin, s-au mutat în Siberia vestică. Trupele au traversat râurile Tavsa, Tura, Irtysh, urcând pe râul Obi. În 1499, moscoviții și novgorodienii au ajuns în Siberia vestică și au subjugat triburile locale.
Odată cu colapsul Hoardei de Aur, către finalul secolului XIV, a fost fondat Hanatul Sibir, în centru, la Tyumen. O dinastie non-Borjigin Taybughida a început să domnească sub descendenții lui Shiban, fiul lui Jochi.
La începutul secolului XVI, refugiații tătari din Turkistan au subjugat triburile asociate de la est de Munții Ural. Fermierii, meșteșugarii, cârciumarii, comercianții și mullahii (clerici musulmani) au fost aduși din Turkistan, și mici principate s-au format pe Irtysh și Obi. Acestea au fost unite de Hanul Yadegar Mokhammad de Kazan. Au început conflictele cu rușii, ce începeau să colonizeze Uralii, intrând în conflict direct cu Moscova în 1555 și acceptând să trimită un tribut anual.
La mijlocul secolului XVI, Țaratul Rusiei, sub domnia lui Ivan cel Groaznic, a cucerit hanatele tătare din Kazan și Astrakhan, anexând întreaga regiune Volga și deschizând un acces liber către Munții Urali. Colonizarea țărmurilor estice de către Rusia a fost condusă de bogații negustori Stroganovi. Țarul Ivan al IV-lea a garantat crearea unor state largi lângă Urali, precum și privilegii fiscale către Anikey Stroganov, care a organizat o migrație în masă către pământurile colonizate. Stroganovii au dezvoltat agricultura, mineritul și pescuitul în Munții Ural și au stabilit comerțul cu triburile siberiene.
În 1570, antreprenorul Semyon Stroganov și ceilalți fii ai lui Anikey Stroganov au recrutat cazaci pentru a proteja așezările urale împotriva atacurilor conduse de tătari ai Hanatului Siberian, ce-l aveau drept conducător pe Hanul Kuchum. Stroganov i-a sugerat atamanul cazacilor, Yermak, angajat în 1577, să cucerească hanatul Sibir, promițând ajutor în provizii de hrană și arme.
În 1581, Yermak a început voiajul său în adâncurile Siberiei cu o armată de 1636 oameni, pe traseul Tagi și râurile Tura. În anul următor, se aflau pe Tobol, și cu 500 de oameni a reușit să cucerească Qashliq, rezidența hanului Kuchum, lângă Tobolsk. După câteva victorii, Yermak a învins forțele lui Kuchum pe râul Irtysh după a treia zi a bătăliei de pe Capul Chuvash în 1582. Forțele rămase ale Hanului s-au retras către stepe, abandonând proprietățile în favoarea forțelor lui Yermak. Kuchum l-a atacat din nou pe Yermak în 1585, ucigându-i mulți oameni. Yermak a fost rănit și, încercând să traverseze râul Wagay, s-a înecat datorită armurii care îl îngreuna. Cazacii lui Yermak s-au retras din Siberia însă, anual, aventurieri și vânători, sprijiniți de Moscova, au sărăcit țara. După câțiva ani, rușii au putut, în sfârșit, să pretindă ținuturile umblate și cucerite de Yermak drept ale lor.

### Siberia în pragul modernității (1607-1917): expediții și anexare
La începutul secolului XVII, expansiunea rusă a fost încetinită de problemele interne. Totuși, expedițiile de explorare și colonizare în Siberia au fost continuate de cazaci în căutare de blănuri și fildeș. În timp ce cazacii veneau spre Ural, rușii se îndreptau spre Oceanul Arctic.
În 1607 a fost fondată așezarea Turukhansk, la nord de râul Yenisey. În 1619 a fost fondat ostrogul Yeniseysky. În 1620, un grup de vânători conduși de Demid Pyanda au făcut o expediție din Turukhansk și, până în 1624, au traversat 7910 km din teritoriul Siberian.
În 1627, Pyotr Beketov a fost numit ca Enisey voievoda în Siberia, colectând taxe și fiind primul rus care intra în Buryatia și a explorat Aldan. A fondat noi așezări: ostrogul Rybinsky și Yakutsk, ce a devenit o bază majoră pentru expediții spre est, sud și nord.
În 1638, Maksim Perfilyey a fost primul rus care a intrat în Transbajkalia. În 1639, Ivan Moskytin a fost primul rus care a atins Oceanul Pacific și a descoperit Marea Okhotsk, construind o tabără de iarna la gura râului Ulya. În 1640, cazacii au navigat pe marea Okhotsk, spre sud, atingând gura râului Amur și descoperind, la întoarcere, insulele Shantar. În 1642, Kurbat Ivanov a desenat prima hartă a Extremului Orient, conducând un grup de cazaci în 1643 către sudul Munților Baikal și descoperind Lacul Baikal. În 1643, Vasily Poyarkov a traversat Stanovoy și a atins râul Zeya, iar în 1644, a fost primul rus care a atins râul Amur, traversându-l și descoperind gura râului respectiv. În 1645, a navigat pe coasta Mării Okhotsk către râul Ulya. În 1646 s-a întors către Yakutsk. În 1644, Mikhail Stadukhin a descoperit râul Kolyma și a fondat Srednekolymsk. Negustorul Fedot Alekseyey Popov a organizat o altă expediție către est, navigând în 1648 dinspre Srednekolymsk către Arctic, înconjurând Capul Dezhnyoy, traversând stramtoarea Bering, descoperind Chukotka și Marea Bering.
În 1651, Stadukhin a descoperit golful Penzhin și a explorat plajele Kamchatkei.
În 1660, Kurbat Ivanov a navigat din golful Anadyr către Capul Dezhnyoy, creând prima hartă care cuprindea strâmtoarea Bering.
Rușii își extind frontierele estice, Vladimir Atlasov cucerind Kamchatka și descoperind coasta Arctică și Alaska, încheind marea expediție Nordică din 1733-1743.
Rusia, prin intermediul Siberiei, începea să facă comerț cu China. A început o perioadă de explorare științifică a Siberiei, mulți exploratori germani încercând să-ți depășească limitele. Tot mai mulți ruși începeau să migreze în Siberia unde deveneau vânători și comercianți de blănuri. S-a impus gubernia în Irkutsk, Siberia fiind divizată în secolul XIX în două gubernii: Tomsk și Yenisey. S-au creat întreprinderi, precum cea metalurgică a familiei Demidov, care au fondat orașul Barnaul. Au fost organizate primele instituții precum biblioteci, cluburi și teatre. La Tomsk, în 1880, a fost deschisă prima universitate din Siberia.
În 1708 a fost stabilit Guvernatoratul Siberia ca parte a reformelor administrative ale lui Petru I. În 1719, Guvernatoratul a fost divizat în trei provincii: Vyatka, Solikamsk și Tobolsk. În 1762, a fost redenumită în Țaratul Siberiei urmând ca, în 1782, să fie iarăși divizată în urma unei rebeliuni.
În 1822, Siberia a fost reorganizată în două provincii: cea estică și cea vestică. Transportul era înapoiat, infrastructura era absentă, râurile și drumurile de căruță fiind principalele căi de comunicație și transport. Primul vas cu abur de pe Obi a fost lansat în 1844, iar pe Yenisei au început să opereze din 1863. Din 1870 aveau să opereze vasele cu abur pe Lena și Amur. S-a încercat construirea canalului Obi-Yenisei, dar fără succes. Au început să fie construite primele căi ferate: Irkutsk-Chita, pentru a conecta râul Amur de Oceanul Pacific. Construcția a început în 1891. Calea ferată trans-siberiană a sporit capacitatea agricolă a Siberiei, exporturile crescând în Rusia Centrală și Europa.
O noua campanie de colonizare a fost dusă în timpul țarului Nicolae al II-lea în 1906-1911. Populația Siberiei crescuse cu 73% în anii 1897-1914.

### Siberia Sovietică (1917-1991)
În timpul revoluției bolșevice și instalării comunismului, agricultura din Siberia a intrat în declin din cauza instabilității comerciale produsă de războiul civil rus.
Multe mișcări anti-comuniste au avut loc în anii 1920-1924 în zonele rurale. Cazacii care erau de partea “albilor” și partizanii “roșii” bolșevici ce s-au luptat anterior împotriva marginalilor Kolchak, au luat parte la revolte. Guvernul sovietic a început să facă propagandă prin intermediul Comsomolului. În anii 1930, comuniștii au implementat politica de colectivizare. Familii din Rusia Centrală au fost exilate în zonele mlăștinoase, împădurite și slab populate din Siberia. Colectivizarea a distrus agricultura tradițională.
Deși Omsk era cel mai mare oraș siberian, sovieticii au favorizat Novosibirsk. Industrializarea luase avânt în bazinul Kuznetsk (cărbuni, metalurgie) și în Norilsk (unde se extrăgea nichel și metale rare). Majoritatea prizonierilor erau trimiși în lagăre de muncă din Siberia.
În anii celui de-al doilea război mondial, populația și întreprinderile evacuau orașele Siberiei prin intermediul căilor ferate. Însă producția industrială a crescut pentru a contribui la efortul de război. Pe 28 august 1941, Sovietul Suprem a ordonat reașezarea germanilor în regiunea Volga, mulți fiind deportați, de fapt, în Kazahstan și Siberia.
La sfârșitul războiului, mii de soldați prizonieri și ofițeri germani și japonezi au fost condamnați la ani de munca silnică în lagărele din regiunile siberiene. Rata morții în rândul acestora, datorită condițiilor de frig, era crescută.
În a doua jumătate a secolului XX, explorarea resurselor minerale și hidroenergetice a continuat. Multe proiecte au fost planificate, precum Linia Baikal-Amur, simultan cu linia trans-siberiană. Multe proiecte au fost însă suspendate până în anii '70.
Hidrocentrale au fost construite în anii 1960-1970 pe râul Angara. Fabrici de aluminiu au fost construite în Bratsk, iar bazinul Angara era folosit pentru extragerea metalelor rare. Multe proiecte au fost însă suspendate datorită costurilor sau riscului de distrugere a mediului.
Orașe închise, precum Seversk, au devenit centre militare. În anii ’80, o mare parte din producția industrială din Omsk și Novosibirsk era compusă din arme și vehicule aeriene. Expansiunea căilor de transport a continuat, fiind încheiată construirea căii ferate Chita-Habarovsk. Proiecte ambițioase precum tunelul Strâmtoarea Bering - Alaska au fost luate în calcul. Orașe din Siberia atrag forța de muncă din republicile din Asia Centrala și China. În vestul Rusiei circulă mituri cum că mii de chinezi trăiesc în Transbaikal.

## Geografie și geologie

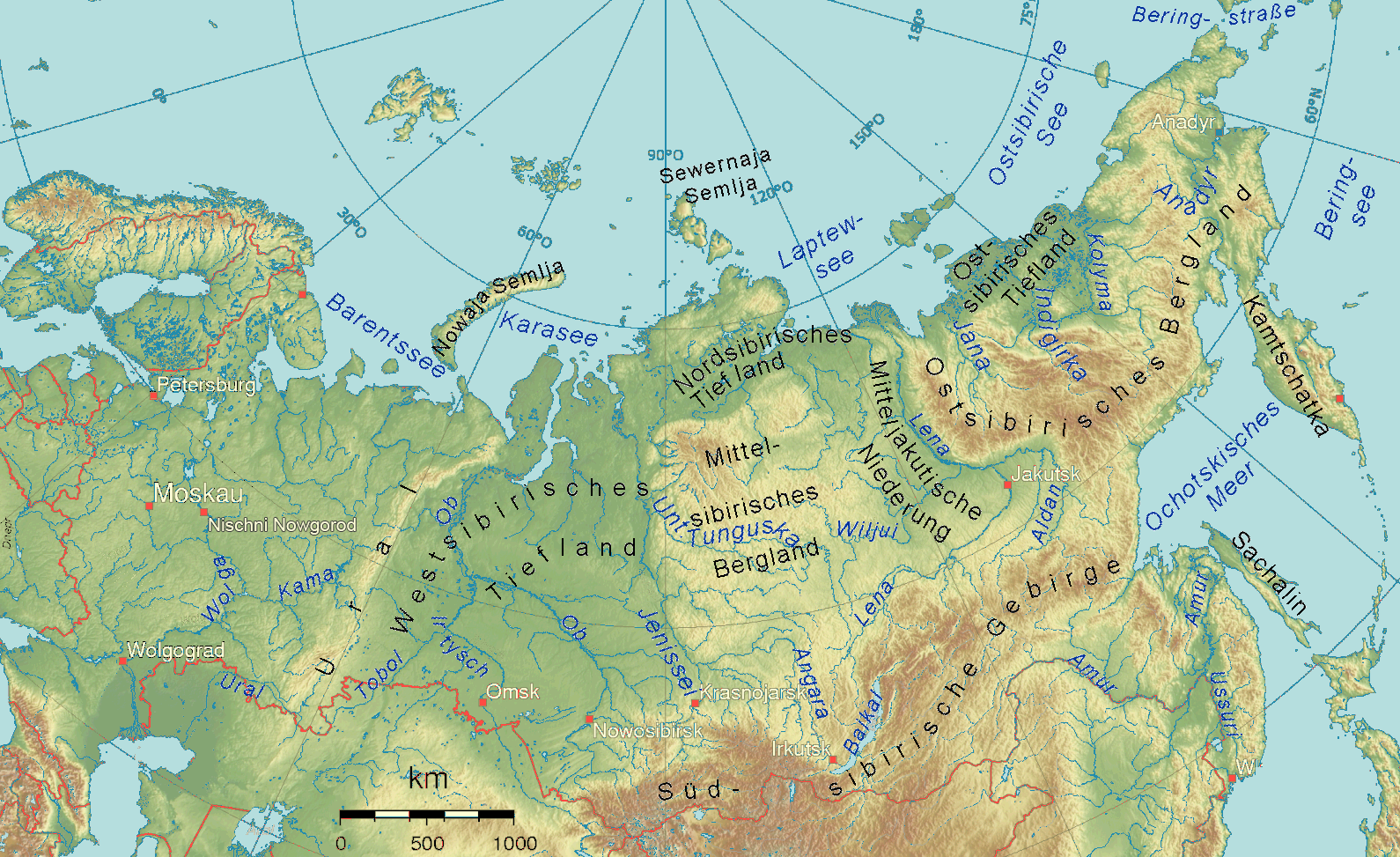
Harta fizică a Siberiei

Cu o suprafață de peste 9,653,000 km2, Siberia cuprinde aproximativ trei pătrimi din suprafața totală a Rusiei. Zonele geografice majore cuprind: 
1. Câmpia Siberiei de Vest - situată între munții Ural și Enisei.
2. Câmpia Siberiei de Nord, care este aproape de Marea Polară, situată între gurile de vărsare ale fluviilor Enisei și Lena.
3. Platoul Siberian Central, care are altitudinea de 1000 m deasupra n.m., cu excepția munților Putoran, și este mărginit la nord de Câmpia Siberiei de Nord, la vest de Enisei și la est de depresiunea Iacuției.
4. Munții Siberiei de Sud limitat de Kazahstan - la vest, de Marea Ohoțk - la est, și la sud de Mongolia, Amur și un lanț muntos cu înălțimi ce depășesc altitudinea de 4000 de metri, care o desparte de Manciuria, China.
5. Munții Siberiei de Est cu munți de peste 2000 de metri altitudine, care se continuă spre sud, fără o delimitare precisă, cu Munții Siberiei de Sud, Câmpia Iacuției - spre vest și Marea Ohoțk și Marea Bering - la nord .
6. Câmpia Siberiei de Est - situată la nord de Munții Siberiei de Est, la est de gura de vărsare a fluviului Lena până la valea Kolîma
7. Depresiunea Centrală Iacută, o regiune de șes, presărată cu smârcuri, situată pe cursul inferior al râului Lena

Câmpia Siberiei de Vest cuprinde, în marea sa majoritate, depozite aluviale cenozoice și este atât de plată încât o creștere cu 50 de metri a nivelului mării ar cauza inundarea întregii zone cuprinse între Oceanul Arctic și Novosibirsk. Multe dintre depozitele aluviale din această câmpie sunt rezultatul barajelor de gheață care întorc cursurile râurilor Obi și Yenisei, redirijându-le spre Marea Caspică (și probabil spre Marea Aral). Este, de asemenea, o câmpie foarte mlăștinoasă. În sudul acesteia, unde permafrostul este absent, s-au format cândva zone întinse, bogate în iarbă, o prelungire a stepei din Kazakhstan, acum dispărute.
Platoul Siberian Central este o zonă foarte veche, care forma un continent independent înainte de Permian. Este foarte bogată în minerale, conținând mari depozite de aur, diamante, magneziu, plumb, zinc, nichel, cobalt și molibden. Doar extremitatea nord-vestică era înghețată în timpul Cuaternarului, însă aproape toată zona este sub un permafrost foarte adânc.
Sakha centrală și de est este compusă din numeroase lanțuri muntoase orientate dinspre nord spre sud, de vârste variabile. Acești munți se extind până la 3000 de metri înălțime însă, după câteva sute de metri, sunt extrem de lipsiți de vegetație.

### Lacuri și râuri
- Lacul Baikal
- Râul Anabar
- Râul Angara
- Râul Indigirka
- Râul IrtyshBaikal
- Râul Ob
- Râul Tunguska
- Râul Yana
- Râul Yenisei

### Lanțuri muntoase
- Munții Anadyr
- Munții Chersky
- Munții Dzhugdzhur
- Munții Gydan
- Munții Koryak
- MunțiiSayan
- Munții Ural
- Munții Verkhoyansk
- Munții Yablonoi

Un climat dur a limitat dezvoltarea și creșterea populației în Siberia. Regiunea prezintă resurse naturale în abundență, inclusiv multe minerale, vaste resurse de petrol, păduri bogate și teren propice agriculturii, în sud-vest, dar iernile sunt lungi și grele. Gheața și zăpada acoperă mai toată regiunea pentru aproximativ șase luni din an. Temperaturile pot coborî sub -68 °C. Majoritatea apelor de coastă, lacurile și râurile îngheață pentru o bună perioadă din an.

## Resurse naturale
În Siberia se află 98% din diamantele din Rusia, 90% din rezervele de gaze, 70% din zăcămintele de petrol și 65% din zăcămintele de cărbune.

## Date demografice
Siberia are o densitate a populației de numai 3 persoane pe kilometru pătrat. Majoritatea siberienilor sunt ruși și ucraineni rusificați. Etnicii ruși sunt descendenți ai slavilor care au trăit în Europa de Est cu câteva mii de ani în urmă. Grupuri de origine mongolă și turcică precum buriații, tuvinienii și yakuții trăiau, inițial, în Siberia iar descendenții lor încă mai trăiesc acolo.
Aproximativ 70% din populația Siberiei trăiește în orașe. Majoritatea orășenilor se înghesuie în apartamente de dimensiuni mici. Mulți oameni din zonele rurale trăiesc în case de lemn mai simple, dar mai spațioase. Novosibirsk este cel mai mare oraș din Siberia, cu o populație de aproximativ 1,5 milioane locuitori. Tobolsk, Tomsk, Irkutsk și Omsk sunt centrele vechi, istorice. Deținând recordul pentru cea mai scăzută temperatură, -71.2 °C, Oymyakon este cel mai rece punct geografic de pe planetă.

## Film
- Vânătorul din taiga (1975). Supraviețuirea în Siberia în anul 1900. Regizat de Akira Kurosawa.